# 피토포라과
피토포라과(Pithophoraceae)는 갈파래강 대마디말목에 속하는 녹조류과의 하나이다. 11속 37종으로 이루어져 있다.

## 하위 속
| - 마리모속 (Aegagropila) - 7종 - Aegagropilopsis - 3종 - Arnoldiella - 9종 - Basicladia - 2종 - Chaetocladiella - 유일종 C. microscopica - Chaetonella - 유일종 C. goetzei | - 클라도고니움속 (Cladogonium) - Cladostroma - 유일종 C. setschwanense - Gemmiphora - 유일종 G. compacta - 피토포라속 또는 알마디말속 (Pithophora) - 2종 - Wittrockiella - 9종 |